# Roborovskogo
Roborovskogo är en kulle i Antarktis. Den ligger i Östantarktis. Australien gör anspråk på området. Toppen på Roborovskogo är 501 meter över havet.
Terrängen runt Roborovskogo är kuperad österut, men västerut är den platt. Terrängen runt Roborovskogo sluttar brant österut. Trakten är obefolkad. Det finns inga samhällen i närheten.